# Palmyra
Palmyra (tiếng Ả rập: تدمر Tadmor) là một thành phố quan trọng vào thời xa xưa của Syria, đặt tại một ốc đảo nằm ở phía đông bắc Damascus cách Damascus khoảng 215 km, và nằm ở phía tây nam của Euphrates khoảng 120 km. Nó từng là điểm dừng chân suốt một thời gian dài của các đoàn Carnavan đi qua sa mạc Syria và được coi như là cô dâu của sa mạc. Các tài liệu gần đây cho biết tên nó trong tiếng Semitic là Tadmor, Tadmur hoặc Tudmur.

## Lịch sử

### Cổ đại

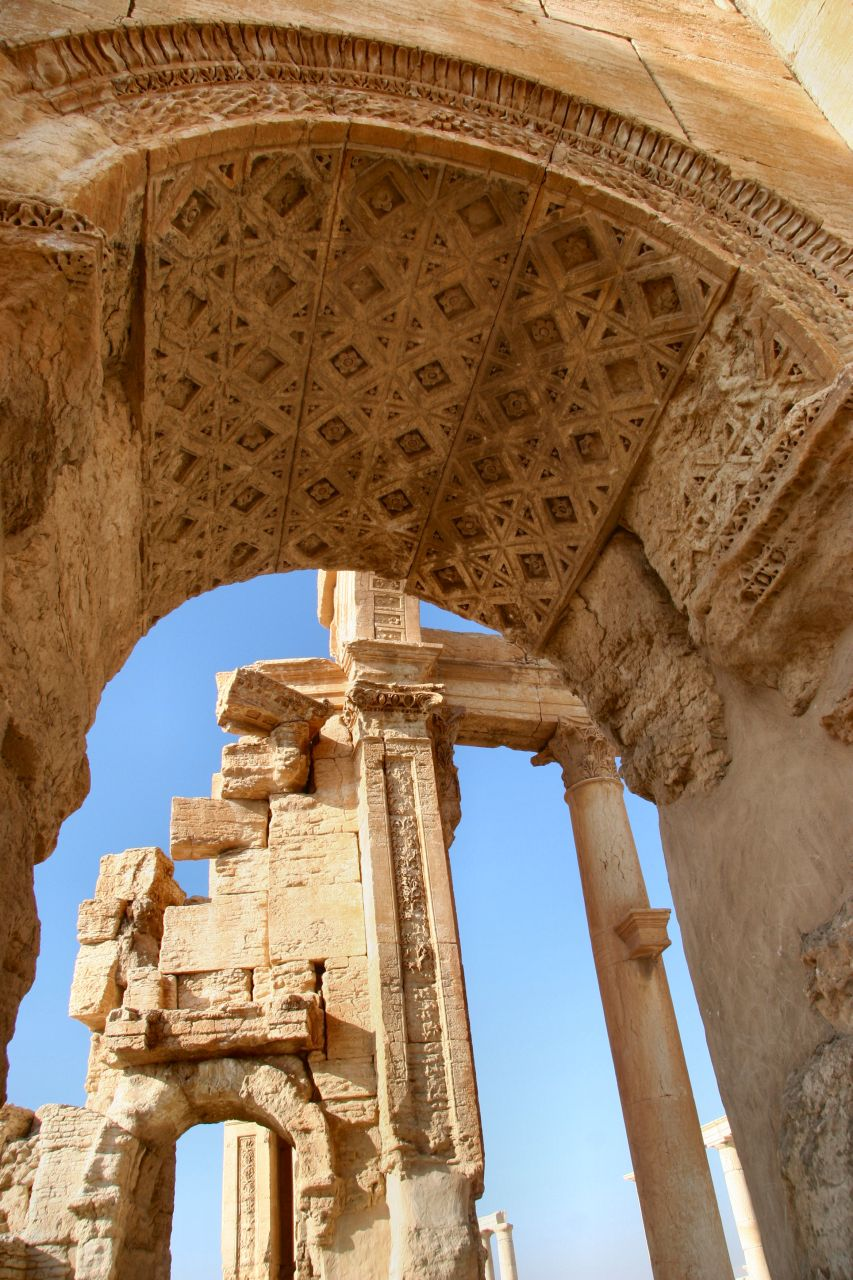
Cận cảnh thành phố cổ Palmyra.

Vào giữa thế kỷ thứ nhất, Palmyra, một thành phố giàu có và tao nhã nằm dọc theo tuyến đường liên kết các đoàn lữ hành Ba Tư với các cảng của Địa Trung Hải thuộc Syria - La Mã và Phoenicia đến thời dưới sự kiểm soát của người La Mã. Trong suốt giai đoạn sau của thời kì thịnh vượng, dân Aramaean và dân cư Ả Rập của Palmyra buôn bán với cả Parthia ở phía đông và Hy Lạp - La Mã ở phía tây.
Tadmor được đề cập trong các kinh thánh của người Hebrew(Second Book of Chronicles 8:4) là một thành phố sa mạc được xây dựng bởi vua Salomon của Judea con trai của David.

### Thời kì Ba Tư và Hy Lạp - La Mã
Khi vương quốc Seleukos nắm quyền kiểm soát Syria năm 323 TCN, thành phố đã được để lại cho chính nó và đã trở thành độc lập. Sự thịnh vượng của thành phố như là một điểm dừng chân của các đoàn caravan là vào thế kỉ 1 TCN. Vào năm 41 TCN, tướng La Mã là Marcus Antonius đã cố gắng để chiếm Palmyra, nhưng không thành công.
Palmyra đã là một phần tỉnh Syria của La Mã dưới thời Tiberius (14 - 37). Nó đã phát triển đều đặn và có tầm quan trọng như là một tuyến đường liên kết thương mại giữa Ba Tư, Ấn Độ, Trung Quốc, với đế quốc La Mã. Năm 129, Hoàng đế Hadrianus viếng thăm thành phố và rất say mê nó, ông tuyên bố rằng nó được tự do và đổi tên thành Palmyra Hadriana.
Bắt đầu từ năm 212, thương mại của Palmyra bị giảm sút là do sự chiếm đóng của triều đại Sassanid khu vực cửa sông Tigris và Euphrates. Septimius Odaenathus, một tiểu vương xứ Palmyra, được Hoàng đế Valerian bổ nhiệm làm thống đốc của tỉnh Syria. Sau khi Valerian bị bắt khi bởi quân Sassanid và bị giam cầm đến chết ở Bishapur, Odaenathus đã tiến quân tới tận Ctesiphon (gần Baghdad ngày nay) để trả thù, xâm phạm thành phố hai lần. Khi Odaenathus bị ám sát bởi Maconius, cháu trai của ông, Vương hậu Septimia Zenobia của ông lên nắm quyền, cai trị ở Palmyra thay mặt cho con trai của bà, Vabalathus.
Zenobia đã nổi dậy chống lại chính quyền La Mã với sự giúp đỡ của Cassius Longinus và chiếm Bosra và các vùng đất xa về phía tây như Ai Cập, thành lập đế chế Palmyra trong một thời gian ngắn ngủi. Tiếp theo, bà đã cố gắng để chiếm Antioch ở phía bắc. Năm 272, Hoàng đế La Mã là Aurelian xua quân đánh bại Nữ hoàng Zenobia, quân La Mã ca khúc khải hoàn và giải bà về kinh đô Roma.